# Vivo (álbum de Lobão)
Vivo é o primeiro álbum ao vivo do cantor Lobão, lançado em 1990 pela gravadora BMG Ariola.
O show foi gravado no festival Hollywood Rock, em São Paulo, em Janeiro.

## Faixas
| N.º | Título                                    | Duração |  |
| 1.  | "Vida Bandida"                            | 3:12    |  |
| 2.  | "Canos Silenciosos"                       | 3:08    |  |
| 3.  | "Vida Louca Vida"                         | 2:34    |  |
| 4.  | "Spray Jet"                               | 3:07    |  |
| 5.  | "Por Tudo que For"                        | 4:17    |  |
| 6.  | "Rádio Blá"                               | 4:09    |  |
| 7.  | "Decadence Avec Elegance"                 | 3:59    |  |
| 8.  | "Revanche"                                | 3:59    |  |
| 9.  | "Baby Lonest"                             | 3:42    |  |
| 10. | "Corações Psicodélicos"                   | 3:31    |  |
| 11. | "Cuidado"                                 | 3:40    |  |
| 12. | "Essa Noite Não (Marcha à Ré em Paquetá)" | 2:51    |  |
| 13. | "Me Chama"                                | 2:21    |  |

## Músicos
- Lobão: Vocal, guitarra
- Nani Dias: guitarra
- Rodrigo Santos: baixo
- Kadú Menezes: bateria
- Alcir Explosão: percussão
- Zé Luis Segneri: saxofone